# 1162
Portal Geschichte | Portal Biografien | Aktuelle Ereignisse | Jahreskalender | Tagesartikel

◄ |
11. Jahrhundert |
12. Jahrhundert
| 13. Jahrhundert | ►

◄ |
1130er |
1140er |
1150er |
1160er
| 1170er | 1180er | 1190er | ►

◄◄ |
◄ |
1158 |
1159 |
1160 |
1161 |
1162
| 1163 | 1164 | 1165 | 1166 | ► | ►►
Staatsoberhäupter  · Nekrolog
| Januar | Januar | Januar | Januar | Januar | Januar | Januar | Januar |
| Kw     | Mo     | Di     | Mi     | Do     | Fr     | Sa     | So     |
| ------ | ------ | ------ | ------ | ------ | ------ | ------ | ------ |
| 1      | 1      | 2      | 3      | 4      | 5      | 6      | 7      |
| 2      | 8      | 9      | 10     | 11     | 12     | 13     | 14     |
| 3      | 15     | 16     | 17     | 18     | 19     | 20     | 21     |
| 4      | 22     | 23     | 24     | 25     | 26     | 27     | 28     |
| 5      | 29     | 30     | 31     |        |        |        |        |

| Februar | Februar | Februar | Februar | Februar | Februar | Februar | Februar |
| Kw      | Mo      | Di      | Mi      | Do      | Fr      | Sa      | So      |
| ------- | ------- | ------- | ------- | ------- | ------- | ------- | ------- |
| 5       |         |         |         | 1       | 2       | 3       | 4       |
| 6       | 5       | 6       | 7       | 8       | 9       | 10      | 11      |
| 7       | 12      | 13      | 14      | 15      | 16      | 17      | 18      |
| 8       | 19      | 20      | 21      | 22      | 23      | 24      | 25      |
| 9       | 26      | 27      | 28      |         |         |         |         |

| März | März | März | März | März | März | März | März |
| Kw   | Mo   | Di   | Mi   | Do   | Fr   | Sa   | So   |
| ---- | ---- | ---- | ---- | ---- | ---- | ---- | ---- |
| 9    |      |      |      | 1    | 2    | 3    | 4    |
| 10   | 5    | 6    | 7    | 8    | 9    | 10   | 11   |
| 11   | 12   | 13   | 14   | 15   | 16   | 17   | 18   |
| 12   | 19   | 20   | 21   | 22   | 23   | 24   | 25   |
| 13   | 26   | 27   | 28   | 29   | 30   | 31   |      |

| April | April | April | April | April | April | April | April |
| Kw    | Mo    | Di    | Mi    | Do    | Fr    | Sa    | So    |
| ----- | ----- | ----- | ----- | ----- | ----- | ----- | ----- |
| 13    |       |       |       |       |       |       | 1     |
| 14    | 2     | 3     | 4     | 5     | 6     | 7     | 8     |
| 15    | 9     | 10    | 11    | 12    | 13    | 14    | 15    |
| 16    | 16    | 17    | 18    | 19    | 20    | 21    | 22    |
| 17    | 23    | 24    | 25    | 26    | 27    | 28    | 29    |
| 18    | 30    |       |       |       |       |       |       |

| Mai | Mai | Mai | Mai | Mai | Mai | Mai | Mai |
| Kw  | Mo  | Di  | Mi  | Do  | Fr  | Sa  | So  |
| --- | --- | --- | --- | --- | --- | --- | --- |
| 18  |     | 1   | 2   | 3   | 4   | 5   | 6   |
| 19  | 7   | 8   | 9   | 10  | 11  | 12  | 13  |
| 20  | 14  | 15  | 16  | 17  | 18  | 19  | 20  |
| 21  | 21  | 22  | 23  | 24  | 25  | 26  | 27  |
| 22  | 28  | 29  | 30  | 31  |     |     |     |

| Juni | Juni | Juni | Juni | Juni | Juni | Juni | Juni |
| Kw   | Mo   | Di   | Mi   | Do   | Fr   | Sa   | So   |
| ---- | ---- | ---- | ---- | ---- | ---- | ---- | ---- |
| 22   |      |      |      |      | 1    | 2    | 3    |
| 23   | 4    | 5    | 6    | 7    | 8    | 9    | 10   |
| 24   | 11   | 12   | 13   | 14   | 15   | 16   | 17   |
| 25   | 18   | 19   | 20   | 21   | 22   | 23   | 24   |
| 26   | 25   | 26   | 27   | 28   | 29   | 30   |      |

| Juli | Juli | Juli | Juli | Juli | Juli | Juli | Juli |
| Kw   | Mo   | Di   | Mi   | Do   | Fr   | Sa   | So   |
| ---- | ---- | ---- | ---- | ---- | ---- | ---- | ---- |
| 26   |      |      |      |      |      |      | 1    |
| 27   | 2    | 3    | 4    | 5    | 6    | 7    | 8    |
| 28   | 9    | 10   | 11   | 12   | 13   | 14   | 15   |
| 29   | 16   | 17   | 18   | 19   | 20   | 21   | 22   |
| 30   | 23   | 24   | 25   | 26   | 27   | 28   | 29   |
| 31   | 30   | 31   |      |      |      |      |      |

| August | August | August | August | August | August | August | August |
| Kw     | Mo     | Di     | Mi     | Do     | Fr     | Sa     | So     |
| ------ | ------ | ------ | ------ | ------ | ------ | ------ | ------ |
| 31     |        |        | 1      | 2      | 3      | 4      | 5      |
| 32     | 6      | 7      | 8      | 9      | 10     | 11     | 12     |
| 33     | 13     | 14     | 15     | 16     | 17     | 18     | 19     |
| 34     | 20     | 21     | 22     | 23     | 24     | 25     | 26     |
| 35     | 27     | 28     | 29     | 30     | 31     |        |        |

| September | September | September | September | September | September | September | September |
| Kw        | Mo        | Di        | Mi        | Do        | Fr        | Sa        | So        |
| --------- | --------- | --------- | --------- | --------- | --------- | --------- | --------- |
| 35        |           |           |           |           |           | 1         | 2         |
| 36        | 3         | 4         | 5         | 6         | 7         | 8         | 9         |
| 37        | 10        | 11        | 12        | 13        | 14        | 15        | 16        |
| 38        | 17        | 18        | 19        | 20        | 21        | 22        | 23        |
| 39        | 24        | 25        | 26        | 27        | 28        | 29        | 30        |

| Oktober | Oktober | Oktober | Oktober | Oktober | Oktober | Oktober | Oktober |
| Kw      | Mo      | Di      | Mi      | Do      | Fr      | Sa      | So      |
| ------- | ------- | ------- | ------- | ------- | ------- | ------- | ------- |
| 40      | 1       | 2       | 3       | 4       | 5       | 6       | 7       |
| 41      | 8       | 9       | 10      | 11      | 12      | 13      | 14      |
| 42      | 15      | 16      | 17      | 18      | 19      | 20      | 21      |
| 43      | 22      | 23      | 24      | 25      | 26      | 27      | 28      |
| 44      | 29      | 30      | 31      |         |         |         |         |

| November | November | November | November | November | November | November | November |
| Kw       | Mo       | Di       | Mi       | Do       | Fr       | Sa       | So       |
| -------- | -------- | -------- | -------- | -------- | -------- | -------- | -------- |
| 44       |          |          |          | 1        | 2        | 3        | 4        |
| 45       | 5        | 6        | 7        | 8        | 9        | 10       | 11       |
| 46       | 12       | 13       | 14       | 15       | 16       | 17       | 18       |
| 47       | 19       | 20       | 21       | 22       | 23       | 24       | 25       |
| 48       | 26       | 27       | 28       | 29       | 30       |          |          |

| Dezember | Dezember | Dezember | Dezember | Dezember | Dezember | Dezember | Dezember |
| Kw       | Mo       | Di       | Mi       | Do       | Fr       | Sa       | So       |
| -------- | -------- | -------- | -------- | -------- | -------- | -------- | -------- |
| 48       |          |          |          |          |          | 1        | 2        |
| 49       | 3        | 4        | 5        | 6        | 7        | 8        | 9        |
| 50       | 10       | 11       | 12       | 13       | 14       | 15       | 16       |
| 51       | 17       | 18       | 19       | 20       | 21       | 22       | 23       |
| 52       | 24       | 25       | 26       | 27       | 28       | 29       | 30       |
| 1        | 31       |          |          |          |          |          |          |

| Januar | Januar | Januar | Januar | Januar | Januar | Januar | Januar |
| Kw     | Mo     | Di     | Mi     | Do     | Fr     | Sa     | So     |
| ------ | ------ | ------ | ------ | ------ | ------ | ------ | ------ |
| 1      | 1      | 2      | 3      | 4      | 5      | 6      | 7      |
| 2      | 8      | 9      | 10     | 11     | 12     | 13     | 14     |
| 3      | 15     | 16     | 17     | 18     | 19     | 20     | 21     |
| 4      | 22     | 23     | 24     | 25     | 26     | 27     | 28     |
| 5      | 29     | 30     | 31     |        |        |        |        |

| Februar | Februar | Februar | Februar | Februar | Februar | Februar | Februar |
| Kw      | Mo      | Di      | Mi      | Do      | Fr      | Sa      | So      |
| ------- | ------- | ------- | ------- | ------- | ------- | ------- | ------- |
| 5       |         |         |         | 1       | 2       | 3       | 4       |
| 6       | 5       | 6       | 7       | 8       | 9       | 10      | 11      |
| 7       | 12      | 13      | 14      | 15      | 16      | 17      | 18      |
| 8       | 19      | 20      | 21      | 22      | 23      | 24      | 25      |
| 9       | 26      | 27      | 28      |         |         |         |         |

| März | März | März | März | März | März | März | März |
| Kw   | Mo   | Di   | Mi   | Do   | Fr   | Sa   | So   |
| ---- | ---- | ---- | ---- | ---- | ---- | ---- | ---- |
| 9    |      |      |      | 1    | 2    | 3    | 4    |
| 10   | 5    | 6    | 7    | 8    | 9    | 10   | 11   |
| 11   | 12   | 13   | 14   | 15   | 16   | 17   | 18   |
| 12   | 19   | 20   | 21   | 22   | 23   | 24   | 25   |
| 13   | 26   | 27   | 28   | 29   | 30   | 31   |      |

| April | April | April | April | April | April | April | April |
| Kw    | Mo    | Di    | Mi    | Do    | Fr    | Sa    | So    |
| ----- | ----- | ----- | ----- | ----- | ----- | ----- | ----- |
| 13    |       |       |       |       |       |       | 1     |
| 14    | 2     | 3     | 4     | 5     | 6     | 7     | 8     |
| 15    | 9     | 10    | 11    | 12    | 13    | 14    | 15    |
| 16    | 16    | 17    | 18    | 19    | 20    | 21    | 22    |
| 17    | 23    | 24    | 25    | 26    | 27    | 28    | 29    |
| 18    | 30    |       |       |       |       |       |       |

| Mai | Mai | Mai | Mai | Mai | Mai | Mai | Mai |
| Kw  | Mo  | Di  | Mi  | Do  | Fr  | Sa  | So  |
| --- | --- | --- | --- | --- | --- | --- | --- |
| 18  |     | 1   | 2   | 3   | 4   | 5   | 6   |
| 19  | 7   | 8   | 9   | 10  | 11  | 12  | 13  |
| 20  | 14  | 15  | 16  | 17  | 18  | 19  | 20  |
| 21  | 21  | 22  | 23  | 24  | 25  | 26  | 27  |
| 22  | 28  | 29  | 30  | 31  |     |     |     |

| Juni | Juni | Juni | Juni | Juni | Juni | Juni | Juni |
| Kw   | Mo   | Di   | Mi   | Do   | Fr   | Sa   | So   |
| ---- | ---- | ---- | ---- | ---- | ---- | ---- | ---- |
| 22   |      |      |      |      | 1    | 2    | 3    |
| 23   | 4    | 5    | 6    | 7    | 8    | 9    | 10   |
| 24   | 11   | 12   | 13   | 14   | 15   | 16   | 17   |
| 25   | 18   | 19   | 20   | 21   | 22   | 23   | 24   |
| 26   | 25   | 26   | 27   | 28   | 29   | 30   |      |

| Juli | Juli | Juli | Juli | Juli | Juli | Juli | Juli |
| Kw   | Mo   | Di   | Mi   | Do   | Fr   | Sa   | So   |
| ---- | ---- | ---- | ---- | ---- | ---- | ---- | ---- |
| 26   |      |      |      |      |      |      | 1    |
| 27   | 2    | 3    | 4    | 5    | 6    | 7    | 8    |
| 28   | 9    | 10   | 11   | 12   | 13   | 14   | 15   |
| 29   | 16   | 17   | 18   | 19   | 20   | 21   | 22   |
| 30   | 23   | 24   | 25   | 26   | 27   | 28   | 29   |
| 31   | 30   | 31   |      |      |      |      |      |

| August | August | August | August | August | August | August | August |
| Kw     | Mo     | Di     | Mi     | Do     | Fr     | Sa     | So     |
| ------ | ------ | ------ | ------ | ------ | ------ | ------ | ------ |
| 31     |        |        | 1      | 2      | 3      | 4      | 5      |
| 32     | 6      | 7      | 8      | 9      | 10     | 11     | 12     |
| 33     | 13     | 14     | 15     | 16     | 17     | 18     | 19     |
| 34     | 20     | 21     | 22     | 23     | 24     | 25     | 26     |
| 35     | 27     | 28     | 29     | 30     | 31     |        |        |

| September | September | September | September | September | September | September | September |
| Kw        | Mo        | Di        | Mi        | Do        | Fr        | Sa        | So        |
| --------- | --------- | --------- | --------- | --------- | --------- | --------- | --------- |
| 35        |           |           |           |           |           | 1         | 2         |
| 36        | 3         | 4         | 5         | 6         | 7         | 8         | 9         |
| 37        | 10        | 11        | 12        | 13        | 14        | 15        | 16        |
| 38        | 17        | 18        | 19        | 20        | 21        | 22        | 23        |
| 39        | 24        | 25        | 26        | 27        | 28        | 29        | 30        |

| Oktober | Oktober | Oktober | Oktober | Oktober | Oktober | Oktober | Oktober |
| Kw      | Mo      | Di      | Mi      | Do      | Fr      | Sa      | So      |
| ------- | ------- | ------- | ------- | ------- | ------- | ------- | ------- |
| 40      | 1       | 2       | 3       | 4       | 5       | 6       | 7       |
| 41      | 8       | 9       | 10      | 11      | 12      | 13      | 14      |
| 42      | 15      | 16      | 17      | 18      | 19      | 20      | 21      |
| 43      | 22      | 23      | 24      | 25      | 26      | 27      | 28      |
| 44      | 29      | 30      | 31      |         |         |         |         |

| November | November | November | November | November | November | November | November |
| Kw       | Mo       | Di       | Mi       | Do       | Fr       | Sa       | So       |
| -------- | -------- | -------- | -------- | -------- | -------- | -------- | -------- |
| 44       |          |          |          | 1        | 2        | 3        | 4        |
| 45       | 5        | 6        | 7        | 8        | 9        | 10       | 11       |
| 46       | 12       | 13       | 14       | 15       | 16       | 17       | 18       |
| 47       | 19       | 20       | 21       | 22       | 23       | 24       | 25       |
| 48       | 26       | 27       | 28       | 29       | 30       |          |          |

| Dezember | Dezember | Dezember | Dezember | Dezember | Dezember | Dezember | Dezember |
| Kw       | Mo       | Di       | Mi       | Do       | Fr       | Sa       | So       |
| -------- | -------- | -------- | -------- | -------- | -------- | -------- | -------- |
| 48       |          |          |          |          |          | 1        | 2        |
| 49       | 3        | 4        | 5        | 6        | 7        | 8        | 9        |
| 50       | 10       | 11       | 12       | 13       | 14       | 15       | 16       |
| 51       | 17       | 18       | 19       | 20       | 21       | 22       | 23       |
| 52       | 24       | 25       | 26       | 27       | 28       | 29       | 30       |
| 1        | 31       |          |          |          |          |          |          |

## Ereignisse

### Politik und Weltgeschehen

#### Naher Osten
- 18. Februar: Nach dem Tod von Balduin III. am 10. Februar wird sein jüngerer Bruder Amalrich I. durch Amalrich von Nesle, den Lateinischen Patriarchen von Jerusalem zum König von Jerusalem gekrönt. Seine Regierung konzentriert sich auf die Eroberung Ägyptens. Sowohl er als auch Nur ad-Din, Herrscher von Damaskus und Aleppo, streben nach der Oberhoheit über das Reich der Fatimiden.
- Nachdem Auger de Balben in hohem Alter 1162 gestorben war, wurde Arnaud de Comps der vierte Großmeister des Johanniterordens.

#### Osteuropa

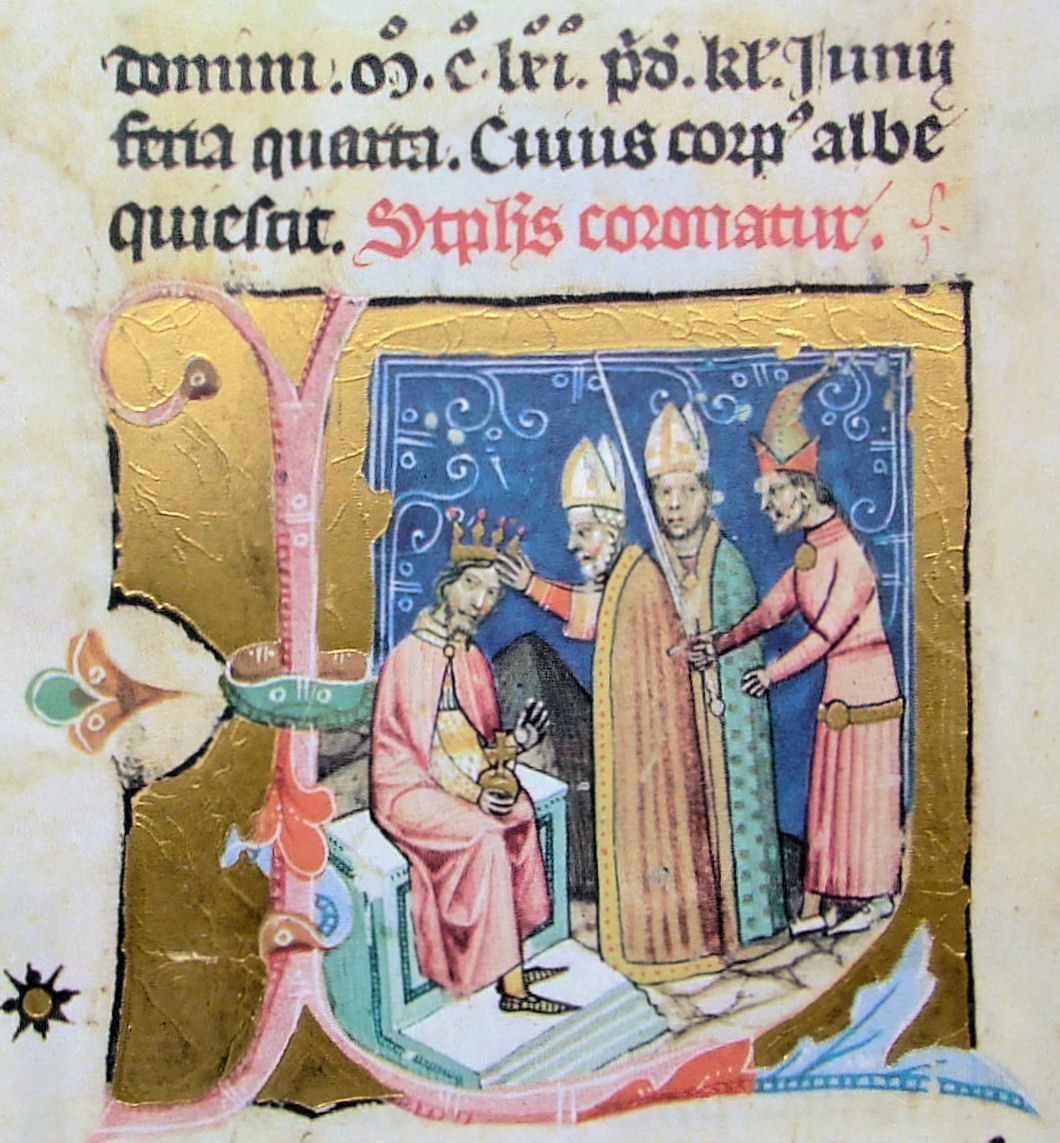
Krönung Stephans III. in der ungarischen Bilderchronik

##### Kiewer Rus
- Isjaslaw III., Fürst von Tschernigow und Großfürst von Kiew, stirbt. Sein Nachfolger wird Rostislaw I., der Sohn Mstislaw I.

##### Ungarn
- Juni: Einige Tage nach dem Tod seines Vaters Géza II. am 31. Mai wird Stephan III. zum König von Ungarn, Kroatien und Dalmatien gekrönt. Als König genießt er die Unterstützung seiner Mutter Euphrosina von Kiew und des Erzbischofs von Esztergom. Der ungarische Adel wählt hingegen noch im gleichen Jahr Gézas Bruder Ladislaus II. zum Gegenkönig, der die Unterstützung des byzantinischen Kaisers Manuel I. hat und vom Erzbischof von Kalocsa gekrönt wird. Der Esztergomer Erzbischof spricht daraufhin die Exkommunikation über Ladislaus aus. Stephan, der in Ungarn jedoch nicht beliebt ist, muss mit seinen Anhängern nach Bratislava fliehen.

#### Skandinavien
- Sommer: Der norwegische König Håkon II. wird in der Schlacht von Männern Erling Skakkes getötet. Dessen im Vorjahr gekrönter Sohn Magnus V. wird dadurch unbestrittener König von Norwegen.

#### Heiliges Römisches Reich
- 26. März: Mailand wird nach fast einjähriger Belagerung durch Kaiser Friedrich Barbarossa von ihm und seinen lombardischen Bundesgenossen zerstört.
- In Lodi bestätigt Friedrich Barbarossa die Schenkung von 800 fränkischen Hufen durch den Markgrafen Otto von Meißen an das Kloster Zelle (Altzella) im Urwald („in nemore“).
- Auf Betreiben von Friedrich Barbarossa wird die Ehe zwischen Heinrich dem Löwen und Clementia von Zähringen wegen zu naher Verwandtschaft geschieden.
- Schwäbisch Gmünd wird in einer Urkunde als Stadt erwähnt. Sie wird daher als „älteste Stauferstadt“ bezeichnet.

#### Frankreich
- 29. Juli: Guigues V., Graf von Albon und Dauphin von Viennois, stirbt in Vizille ohne männlichen Erben. Béatrice d’Albon wurde im Alter von einem Jahr seine Nachfolgerin, stand aber unter der Vormundschaft ihrer Großmutter Mathilde oder Margarete von Burgund († 1163/64).

#### Portugal
- Gründung des Ritterordens von Avis durch Alfons I. von Portugal
- Alfons I. von Portugal erobert Beja.

#### China
- Song Gaozong, zehnter Kaiser der Song-Dynastie erster der Südlichen Song-Dynastie, dankt ab.

#### Urkundliche Ersterwähnungen
- Der Ort Deuna im thüringischen Eichsfeld wird zum ersten Mal urkundlich erwähnt.
- Föritz wird erstmals urkundlic erwähnt.
- Fischbach, Einberg, Fechheim und Heubisch in Oberfranken werden erstmals urkundlich erwähnt.
- Obergebra im heutigen Landkreis Nordhausen wird als Gevere erstmals urkundlich erwähnt.
- Avry wird unter der Bezeichnung De Avriei erstmals urkundlich erwähnt.

### Religion
- 3. Juni: Der englische Lordkanzler Thomas Becket wird zum Erzbischof von Canterbury geweiht, nachdem er am Vortag die Priesterweihe erhalten hat. Am 10. August empfängt er von Gesandten das von Papst Alexander III. in Rom verliehene Pallium, ein Amtsabzeichen für die Metropoliten der Kirche. Er legt daraufhin gegen den Willen König Heinrichs II. das Amt des Lordkanzlers nieder und kümmert sich nur noch um seine neue Aufgabe als Erzbischof.

## Geboren

### Genaues Geburtsdatum unbekannt
- März: Abd al-Latif al-Baghdadi, arabischer Reisender, Universalgelehrter, Historiker und Mediziner († 1231)
- Anna von Zähringen, deutsche Adelige († 1226)
- Dietrich der Bedrängte, Markgraf der Lausitz († 1221)
- Eleonore Plantagenet, Königin von Kastilien († 1214)
- Fujiwara no Teika, japanischer Dichter († 1241)
- Gebra Maskal Lalibela, Negus Negest von Äthiopien
- Takeda Nobumitsu, Samurai († 1248)

### Geboren um 1162
- Geoffrey fitz Peter, 1. Earl of Essex, englischer Adeliger († 1213)
- William de Ferrers, 4. Earl of Derby, englischer Magnat († 1247)
- 1155, 1162 oder 1167: Dschingis Khan, erster Großkhan der Mongolen

## Gestorben

### Todesdatum gesichert
- 10. Februar: Balduin III., König von Jerusalem (* 1131)
- 18. Februar: Theotonius, erster Heilige von Portugal (* 1082)
- 20. Februar: Muhammad ibn Buzurg-Umid, Anführer der Nizariten (Assassinen)
- 12. März: Knud Henriksson, dänischer Herzog
- 8. April: Odo von Deuil, Abt von Saint Denis (* um 1110)
- 19. Mai: Friedrich II. von Sommerschenburg, Pfalzgraf von Sachsen (* um 1100)
- 31. Mai: Géza II., König von Ungarn, Kroatien, Dalmatien und Rama (* 1130)
- 7. Juli: Håkon II., König von Norwegen (* 1147)
- 29. Juli: Guigues V., Graf von Albon (* um 1125)
- 6. August: Raimund Berengar IV., Graf von Barcelona (* um 1113)
- 21. August: Burchard von Michelbach, Fürstbischof von Straßburg
- 13. September: Arnald, schottischer Ordensgeistlicher
- 27. September: Odo II., Herzog von Burgund (* um 1118)

### Genaues Todesdatum unbekannt
- 21. oder 27. April: Richard de Redvers, Earl of Devon
- Auger de Balben, Großmeister des Johanniterordens
- Berthold I., Graf von Nidda (* um 1110)
- Friedrich, Pfalzgraf von Tübingen
- Isjaslaw III., Fürst von Tschernigow und Großfürst von Kiew
- Judith von Baden, Titular-Markgräfin von Baden
- Fujiwara no Tadazane, japanischer Regent (* 1078)